# Velika Drenova
Velika Drenova (cyr. Велика Дренова) – wieś w Serbii, w okręgu rasińskim, w gminie Trstenik. W 2011 roku liczyła 2363 mieszkańców.